# Александер Гаролд Руперт Леофрік Джордж I
Александер Гаролд Руперт Леофрік Джордж I (англ. Harold Alexander, 1st Earl Alexander of Tunis) (1891–1969) — британський воєначальник, фельдмаршал. Учасник двох світових війн.
- 1940 року керував евакуацією британських військ під Дюнкерком
- 1943 року — наступом союзників у Тунісі, захопленням Сицилії та Південної Італії, прийняв капітуляцію Італії;
- з 1944 року фельдмаршал; генерал-губернатор Канади, міністр оборони у кабінеті Вінстона Черчилля.